# Anikó Meksz
Anikó Meksz (n. 18 iunie 1965, Szekszárd, Tolna, Ungaria) este o handbalistă ce a reprezentat Ungaria, medaliată olimpică. A participat la o ediție a Jocurilor Olimpice (1996) în care a câștigat o medalie de bronz.